# En el camino
En el camino (dt.: „Unterwegs“, internationaler Titel On the Road) ist ein mexikanischer Spielfilm von David Pablos aus dem Jahr 2025. Das Roadmovie handelt von einem jungen schwulen Herumtreiber, der sich einem zurückhaltenden Fernfahrer beim Frachttransport durch Nordmexiko anschließt. Die Hauptrollen übernahmen Victor Prieto Simental und Osvaldo Sanchez Valenzuela. Die Uraufführung findet Anfang September 2025 bei den Internationalen Filmfestspielen von Venedig statt.

## Handlung
Der rebellische Jugendliche Veneno treibt sich oft auf Autobahnraststätten herum, um Fernfahrer zu verführen. Als er eines Tages dringend eine Mitfahrgelegenheit benötigt, macht er die Bekanntschaft mit dem älteren Muñeco. Der zurückhaltende Lastwagenfahrer nimmt Veneno mit auf seine Tour durch Nordmexiko. Auf der gemeinsamen Reise kommen sich die beiden zunehmend näher. Ihre Beziehung wird auf eine harte Probe gestellt, als Venenos Vergangenheit beide einholt und in Gefahr bringt.

## Entstehungsgeschichte
En el camino ist der vierte Spielfilm des preisgekrönten mexikanischen Regisseurs David Pablos. Pablos kam eigenen Angaben zufolge vor einigen Jahren durch die Arbeit an einer Dokumentarserie für Channel 22 mit dem Truckerleben in Berührung. Anfangs übte dieser Schauplatz einen visuellen Reiz auf ihn aus. Pablos faszinierte das „Nomadenleben“ der LKW-Fahrer, die „Welt […], die Geschichten der Straßen, die Gemeinschaft, die sich unterwegs bildet“. Ihr Leben sei aufgrund „der extrem langen, unregulierten Arbeitstage“ und der alltäglichen Kriminalität in Mexiko problematisch, so der Regisseur. Auch habe Pablos die homoerotische Liebesgeschichte interessiert, die in einem „hypermaskulinen Kontext“ spiele, „in der Welt der Autowerkstatt, der Wasserpfeifen“. Sein vorangegangenes Historiendrama Der Ball der 41 (2020) hatte ebenfalls eine homoerotische Geschichte zum Thema.
Gedreht wurde der Film in der nordmexikanischen Grenzstadt Ciudad Juárez. Pablos legte großen Wert darauf, Laiendarsteller aus der Region zu verpflichten. „Für mich war es sehr wichtig, Menschen zu besetzen, die diese Orte wirklich bewohnen, die mit diesem Chihuahua-Akzent sprechen, deren Leben von der Realität einer so schwierigen Stadt wie Ciudad Juárez geprägt ist“, so Pablos. Ihre zahlreich im Film auftretenden Gesichter, die alle eine Geschichte erzählen würden, gehörten zur Quintessenz von En el camino.

## Veröffentlichung
Die Weltpremiere von En el camino erfolgt am 4. September 2025 im Rahmen des 82. Internationalen Filmfestivals von Venedig. Der Beitrag wurde in die Nebensektion Orizzonti aufgenommen.

## Auszeichnungen
David Pablos wurde mit En el camino in den Wettbewerb der Nebensektion Orizzonti der Filmfestspiele von Venedig eingeladen. Dort gelangte das Werk auch in die Vorauswahl zum LGBTQ-Filmpreis Queer Lion.